# Forsterinaria cyclops
Forsterinaria cyclops is een vlinder uit de onderfamilie Satyrinae van de familie Nymphalidae. De wetenschappelijke naam van de soort is, als Euptychia cyclops, voor het eerst geldig gepubliceerd in 1876 door Arthur Gardiner Butler.